# Ischnangela
Ischnangela é um gênero de traça pertencente à família Cosmopterigidae.